# Раль, Карл Генрих
Карл Генрих Раль, также Карль Раль Старший (нем. Carl Heinrich Rahl, Carl Rahl der Ältere; 11 июля 1779, Гейдельберг — 12 августа 1843, Вена) — австрийский рисовальщик, акварелист и художник-гравёр немецкого происхождения. Мастер репродукционной гравюры в технике офорта и резца. Отец живописца Карла Раля.

## Биография
Карл Генрих Раль, также известный как Карл Раль Старший, был сыном печатника по тканям Давида Бернхарда Раля, который сначала отдал его в ученики к золотых дел мастеру (Goldschmied), где он прошёл обучение на ювелира и научился гравировать по металлу.
В 1799 году Раль Старший переехал в Вену, где завершил своё художественное образование в Академии изобразительных искусств у Г. Ф. Фюгера. В Вене он стал работать в качестве репродукционного гравёра, воспроизводящего в гравюрах живописные оригиналы других художников. В Вене Карл Старший женился на Терес, дочери Лоренца. В 1812 году у них родился сын Карл, будущий живописец.
В 1815 году Раль стал членом Венской академии изобразительных искусств и в 1829 году придворным гравёром. После смерти Иоганна Фридриха Лейбольда в 1838 году он сначала получил должность ассистента профессора, а затем, в 1840 году, стал полным профессором Венской академии.
Карл Генрих Раль гравировал резцом по меди, сначала пунктирной манерой, а потом исключительно офортом и сухой иглой. Им выполнено значительное количество гравюр, отличающихся точным рисунком, но необычно грубой техникой крупного штриха. Наиболее известны «Иов» и «Велизарий» по живописным оригиналам Э. Вехтера, «Рождество Христово» (La Notta) и «Мария Магдалина» (по оригиналам Корреджо), «Святая Маргарита» с оригиналa неизвестного художника школы Рафаэля, «Святая Юстина» с Моретто да Брешиа, «Сретение» по картине Фра Бартоломео, два пейзажа по оригиналам Никола Пуссена и «Битва при Асперне» по картине Крафта.
К. Г. Раль гравировал виды Санкт-Петербурга по рисункам и акварелям Г. Л. Лори Старшего.

## Галерея

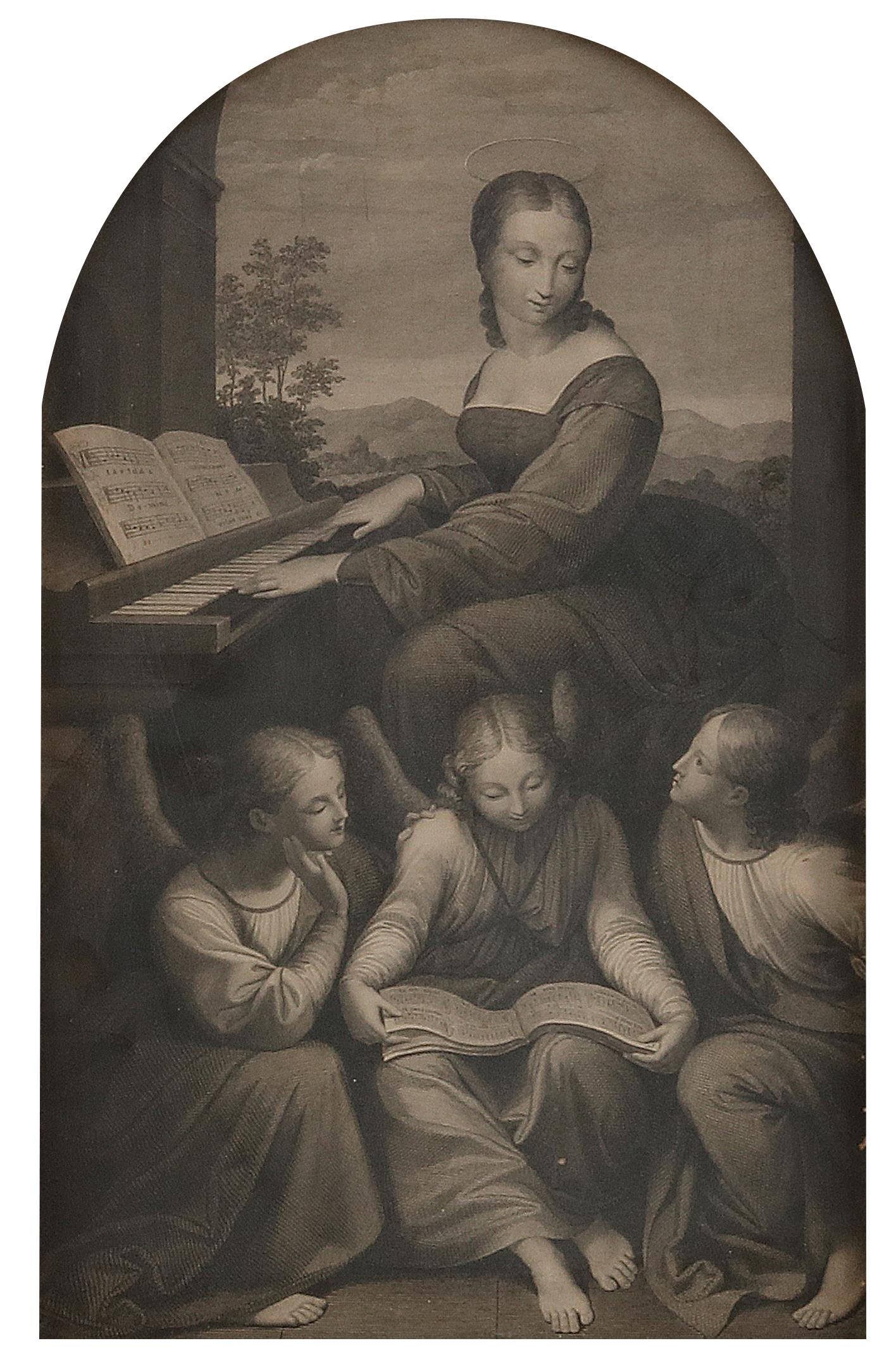
Святая Цецилия. По картине И. Ш. фон Леонхардсхофа. До 1843 г. Гравюра резцом на меди
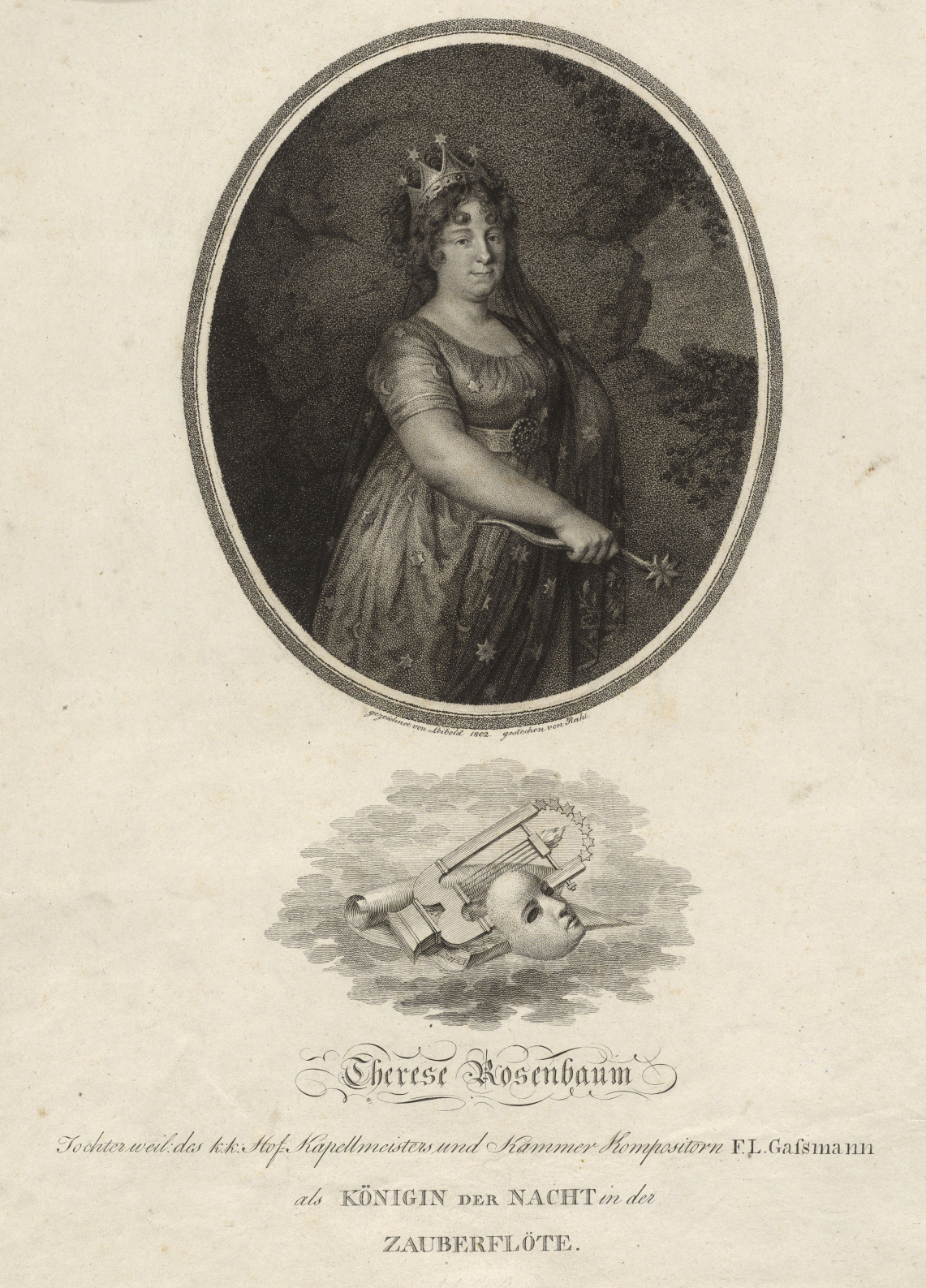
Портрет оперной певицы Терезы Розенбаум, урождённой Гассманн (1774–1837), в роли Королевы ночи в опере Моцарта «Волшебная флейта». Ок. 1802. Пунктир. По оригиналу И. Ф. Лейбольда
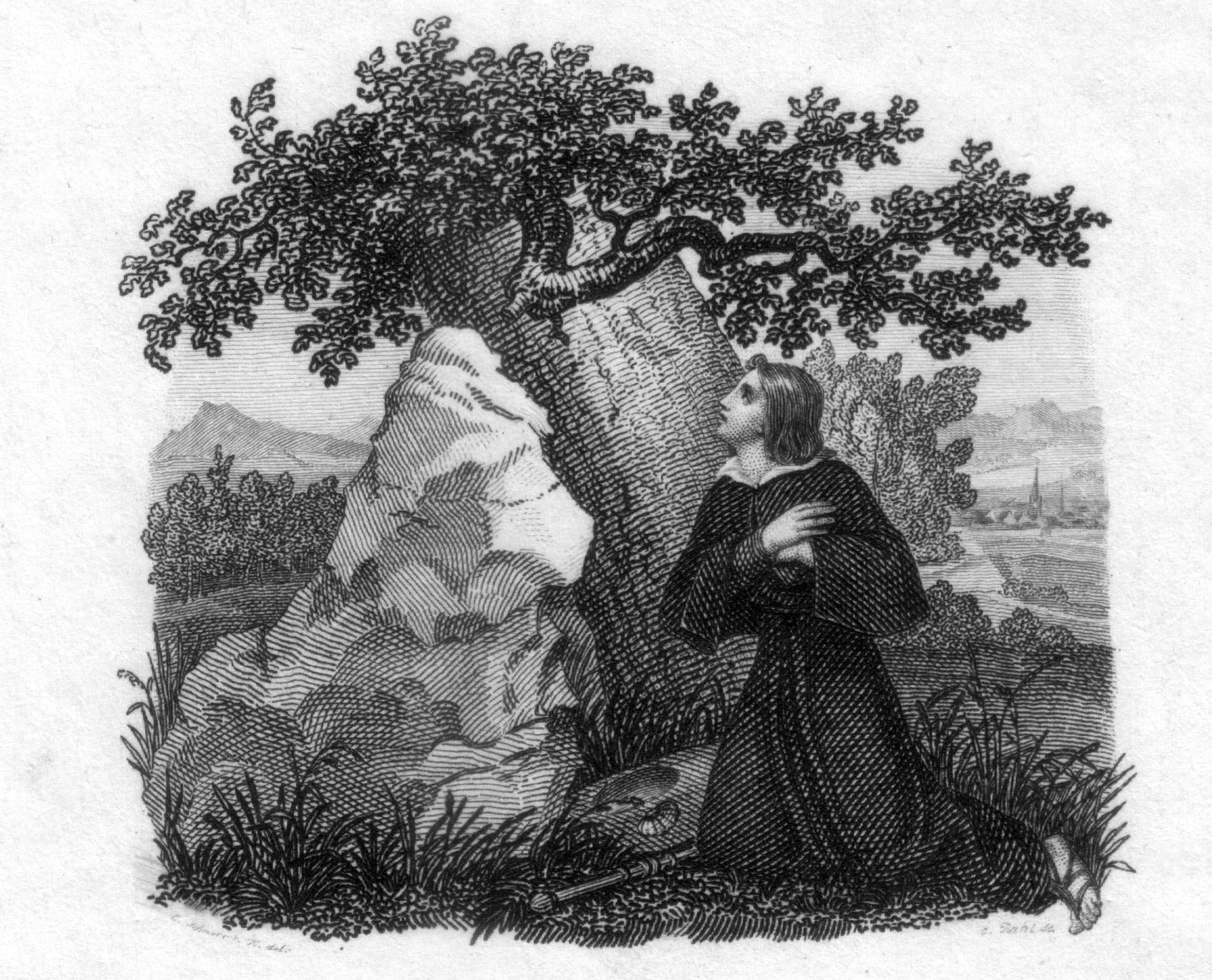
Иллюстрация. По оригиналу Л. Ф. Шнорр фон Карольсфельда
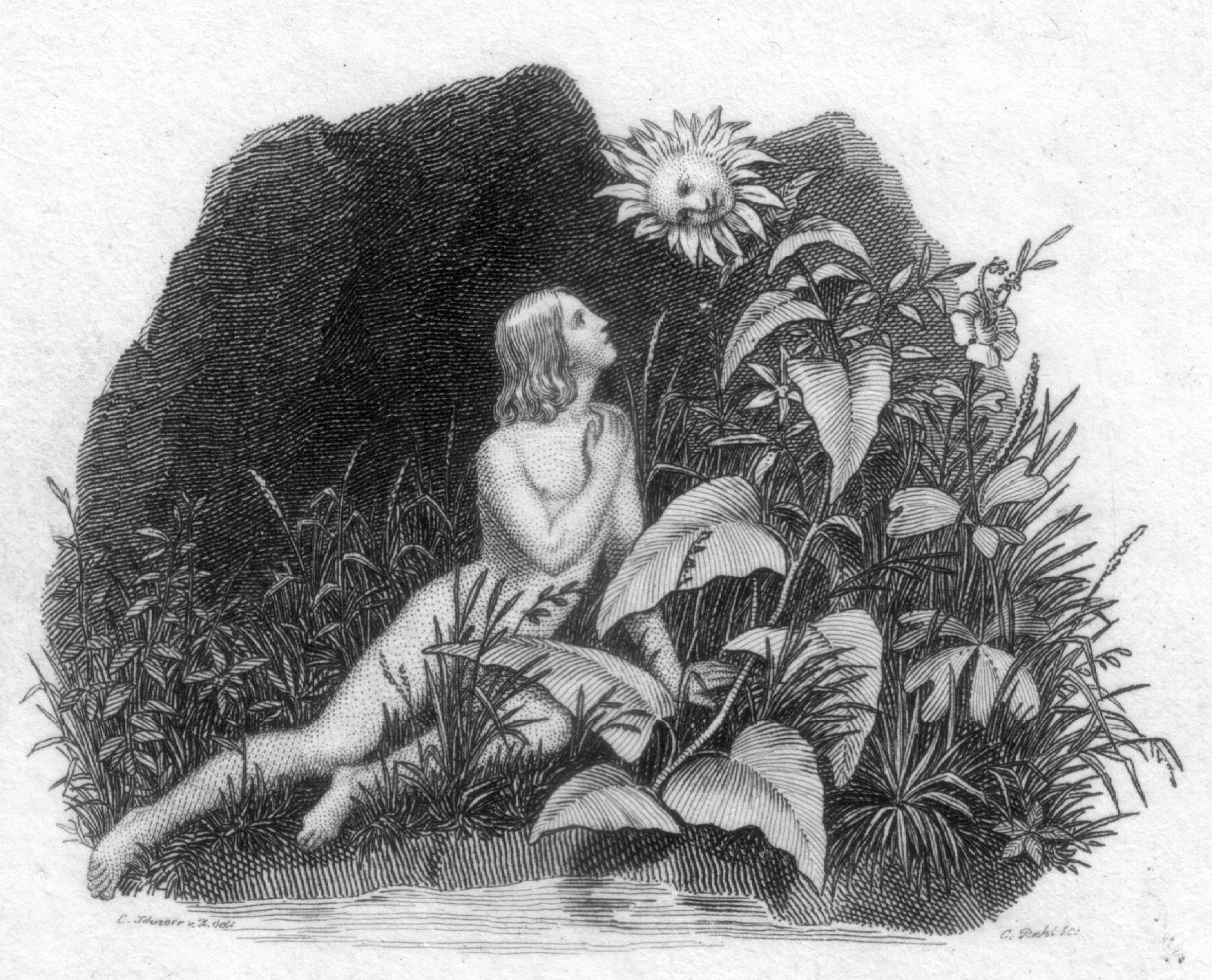
Иллюстрация. По оригиналу Л. Ф. Шнорр фон Карольсфельда
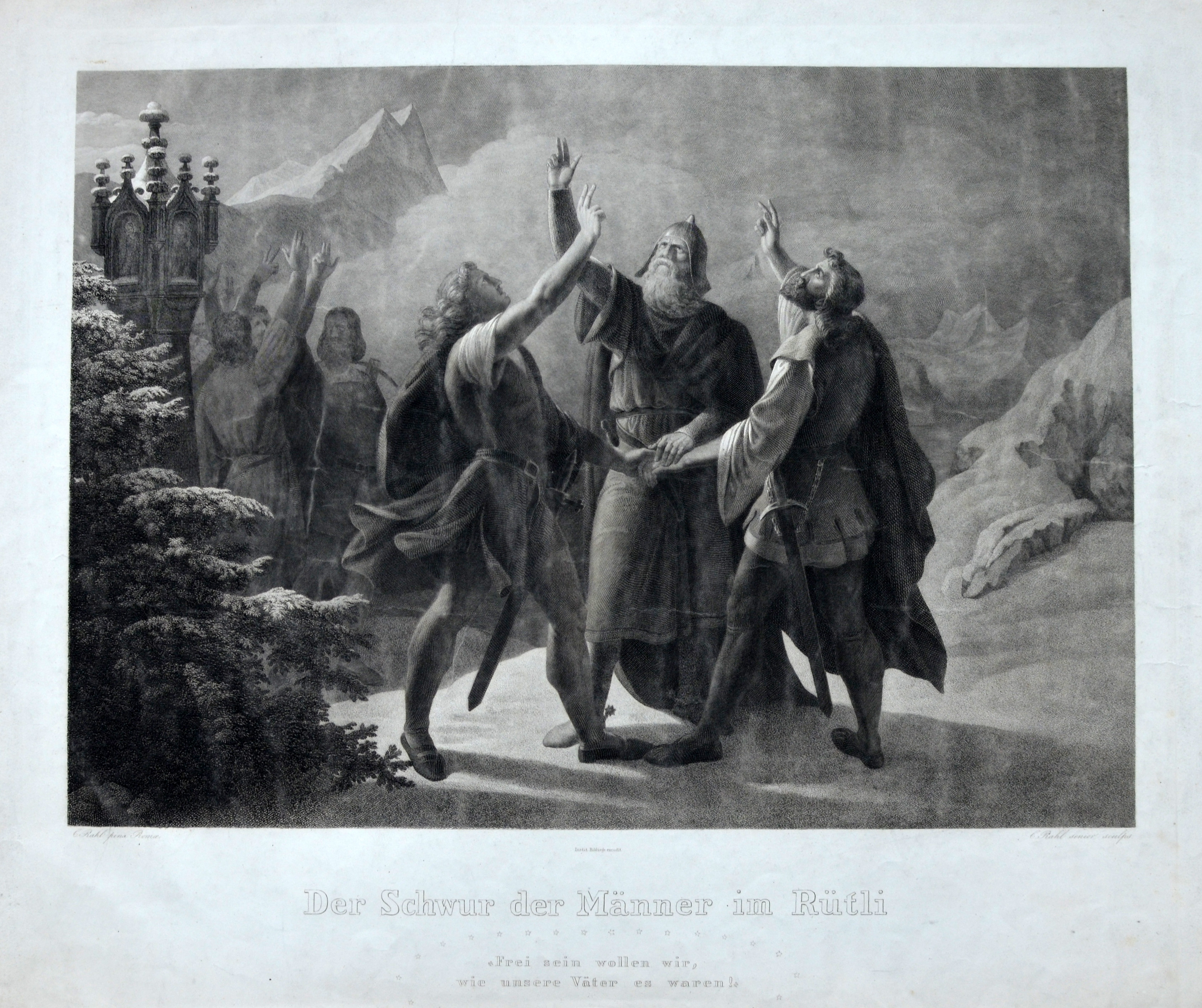
Клятва Рютли. Гравюра резцом на меди